# Brett Tucker
Brett Alan Tucker (ur. 21 maja 1972 w Melbourne) – australijski aktor i piosenkarz.

## Życiorys
Urodził się w Melbourne jako syn Janice i Kena Tuckerów. Ma trzech braci: Nickiego, Marka i Davida. Wychowywał się w Yarra Valley w Wiktorii, leżącym o 90 km od Melbourne mieście. W 1996 ukończył Melbourne’s National Theatre Drama School. Jego hobby to: snowboard, surfing, gra na fortepianie i piłka nożna.
W 1992 debiutował na ekranie jako Davo w operze mydlanej Sąsiędzi. Występował gościnnie w serialach, w tym McGregorowie (1994), Policjanci z Mt. Thomas (1998–2003), Zaginiony świat (2002) i CSI: Kryminalne zagadki Las Vegas (2010). Pracował z wiejskim weterynarzem, przygotowując się do roli Dave’a Brewera w serialu Córki McLeoda (2003-2006). Znalazł się w obsadzie westernu Randy Haines Kim jesteś przybyszu? (2002) z Naomi Watts oraz dramatu wojennego VI Batalion (2002) u boku Benjamina Bratta i Josepha Fiennesa.
W 1997 grał Jaya Gatsby’ego w sztuce Wielki Gatsby. W 2006 wystąpił w przedstawieniu Kobieta w czerni (The Woman in Black) w Lunchbox Theatre Productions.

## Filmografia

### Filmy
- 1997: The Last of the Ryans (TV) jako detektyw
- 2002: VI Batalion jako major Lapham
- 2002: Kim jesteś przybyszu? jako Ben Yoder

### Seriale TV
- 1992–1993: Sąsiedzi jako Davo
- 1994–1995: Sąsiedzi jako budowniczy / pracownik
- 1996: McGregorowie jako Ted
- 1996: Sąsiedzi jako Ned Goodman
- 1998–2003: Policjanci z Mt. Thomas jako sierżant Peter Baynes / Steve Camilleri
- 1999–2000, 2007–2010: Sąsiedzi jako Daniel Fitzgerald
- 2001–2003: Przygody w siodle jako Max Regnery
- 2002: Zaginiony świat jako Rixxel
- 2003–2006: Córki McLeoda jako Dave Brewer
- 2010: CSI: Kryminalne zagadki Nowego Jorku jako Theodore Westwick
- 2010: Miecz prawdy jako Phillip
- 2010: CSI: Kryminalne zagadki Las Vegas jako Kyle Adams
- 2011: Off the Map: Klinika w tropikach jako dr Jonah Simpson
- 2011: Agenci NCIS jako dowódca porucznik United States Navy Geoffrey Brett
- 2011: Partnerki jako Steve Sanner
- 2012: Castle jako detektyw Colin Hunt
- 2013–2016: Kochanki jako Harry Davis
- 2017: Zawód: Amerykanin jako	Benjamin Stobert
- 2017: Tacy jesteśmy jako menedżer zespołu
- 2018: The Brave jako terapeuta Xander Martin
- 2018–2019: Jednostka 19 jako komendant straży pożarnej Lucas Ripley
- 2018–2019: Chirurdzy jako komendant straży pożarnej Lucas Ripley
- 2021: Atypowy jako Niles Blanderman